# Hieracium sect. Glutinosa
La sezione  Hieracium sect. Glutinosa  W.D.J. Koch è una sezione di piante angiosperme dicotiledoni del genere Hieracium della famiglia delle Asteraceae.

## Etimologia
Il nome del genere deriva dalla parola greca hierax o hierakion (= sparviere, falco). Il nome del genere è stato dato inizialmente dal botanico francese Joseph Pitton de Tournefort (1656 - 1708) rifacendosi probabilmente ad alcuni scritti del naturalista romano Gaio Plinio Secondo (23 - 79) nei quali, secondo la tradizione, i rapaci si servivano di questa pianta per irrobustire la loro vista. Il nome della sezione (Glutinosa) fa riferimento alla collosità di alcune parti delle piante di questa sezione.
Il nome scientifico della sezione è stato definito dal botanico e medico tedesco Wilhelm Daniel Joseph Koch (Kusel, 5 marzo 1771 – Erlangen, 14 novembre 1849).

## Descrizione

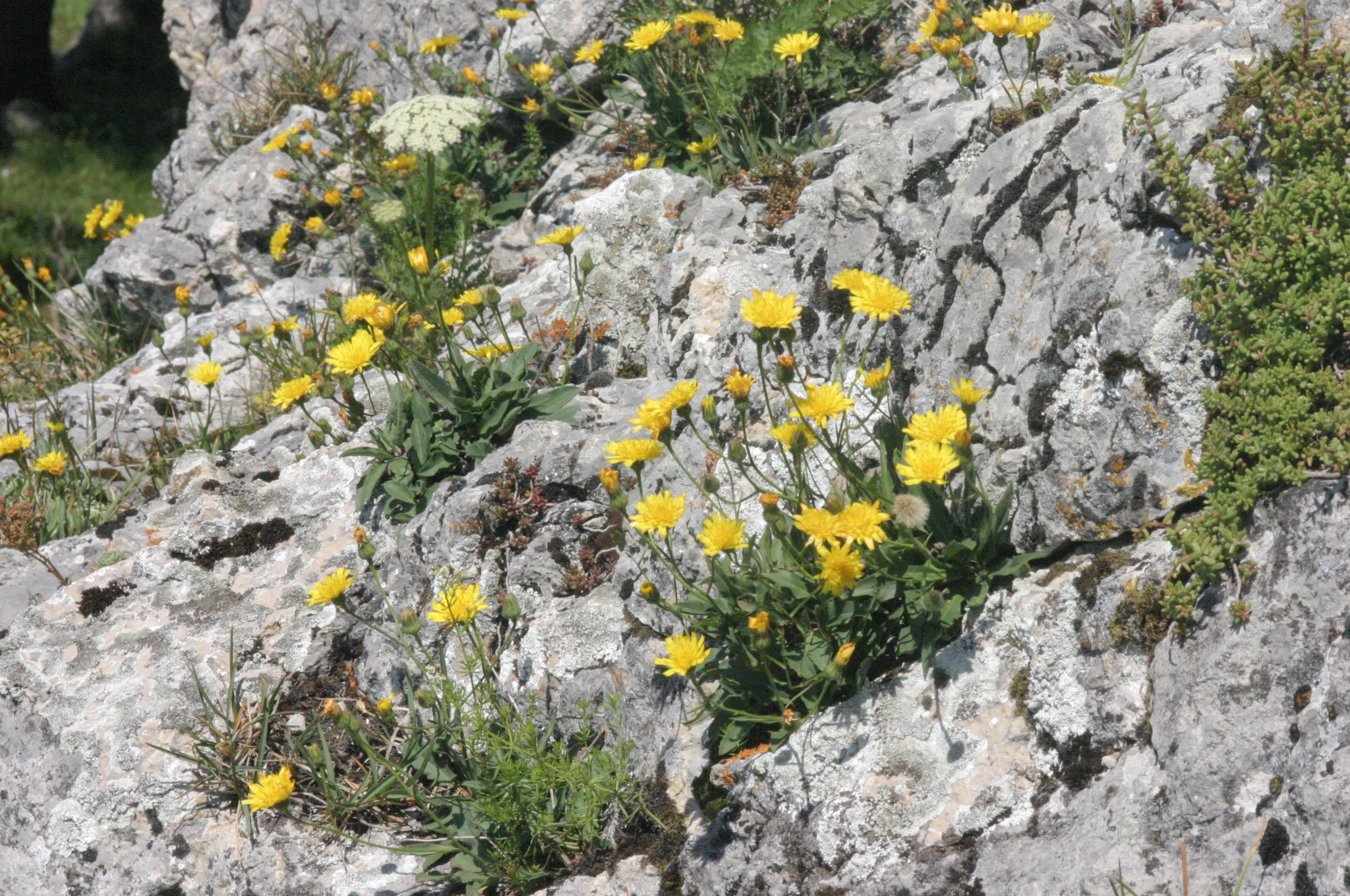
Il portamento
Hieracium humile

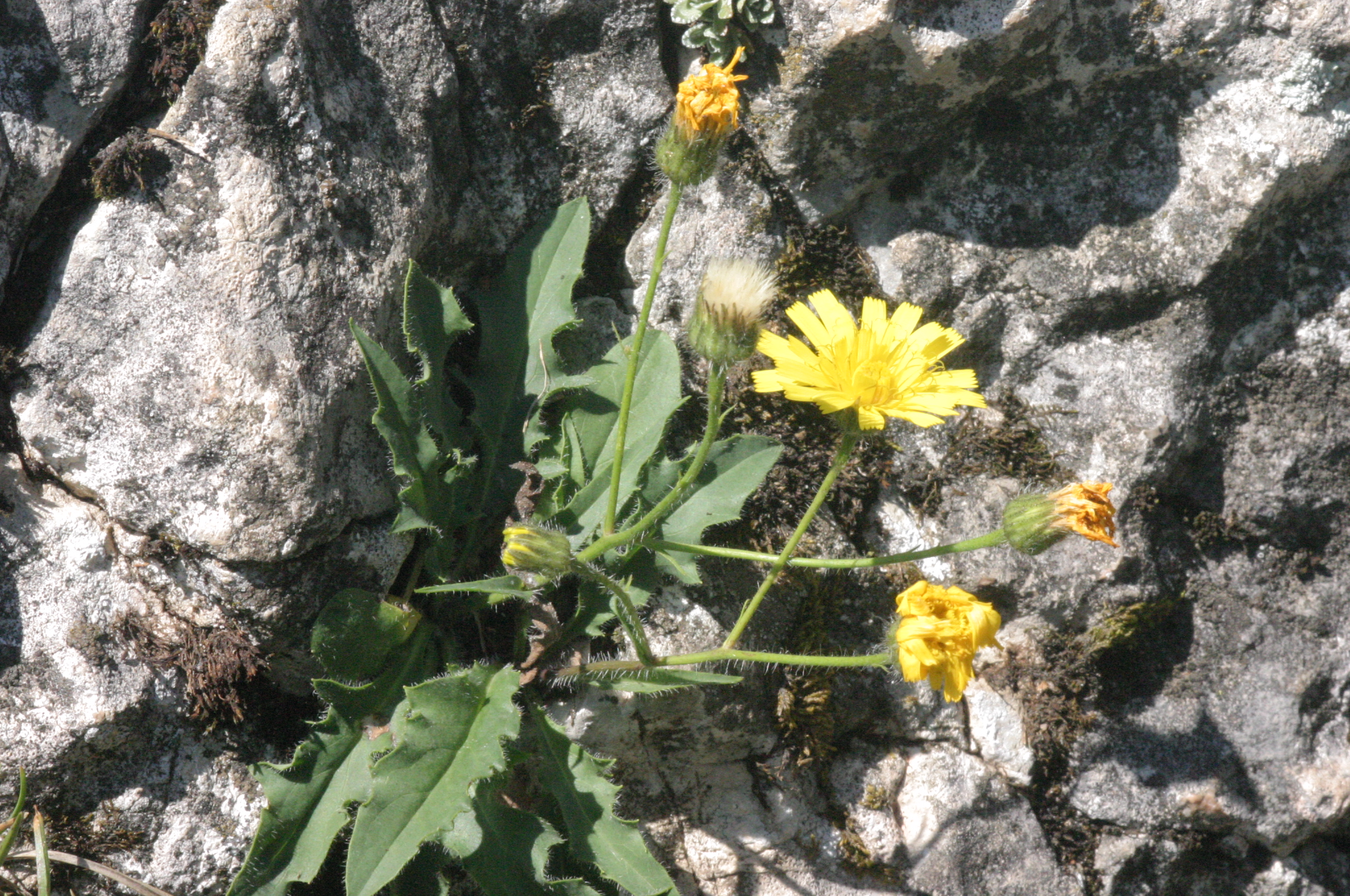
Le foglie
Hieracium humile

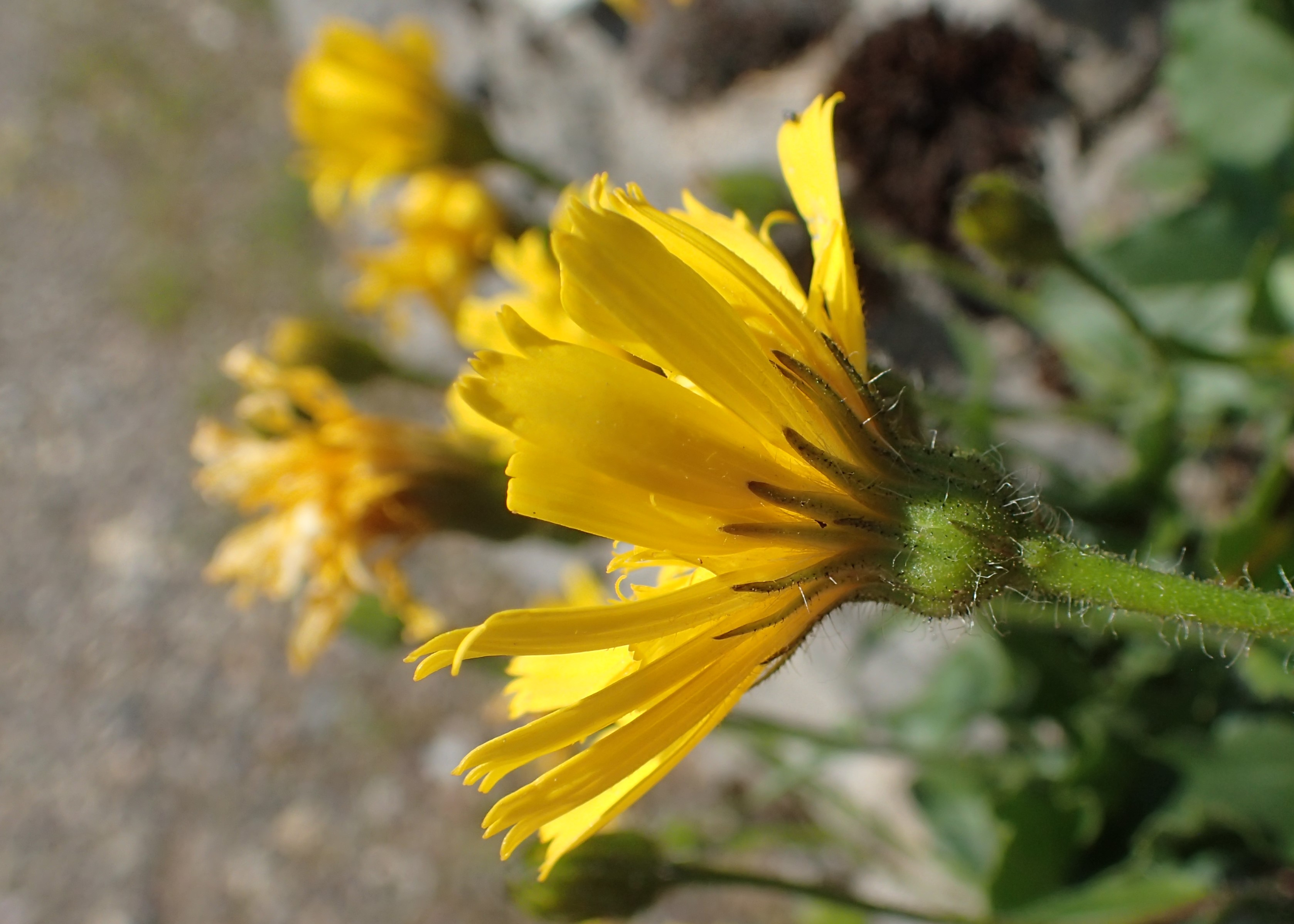
I fiori
Hieracium humile

Habitus. La forma biologica prevalente per questa sezione è emicriptofita scaposa (H scap), ossia in generale sono piante erbacee (e aromatiche), a ciclo biologico perenne, con gemme svernanti al livello del suolo e protette dalla lettiera o dalla neve, inoltre spesso hanno l'asse fiorale eretto e privo di foglie (piante scapose), oppure le foglie basali sono assenti alla fioritura (piante afillipode). Queste piante sono anche provviste di lattice (i vasi latticiferi sono anastomizzati), ma sono prive di stoloni. In queste piante i peli ghiandolari (piuttosto densi) sono giallastri.
Radici. Le radici sono secondarie da rizoma.
Fusto. La parte aerea del fusto è eretta e flessuosa. La superficie può essere sia glabra che pelosa (in alto è vischioso). Le piante di questo genere possono raggiungere un'altezza massima di 10 – 20 cm. La parte sotterranea spesso è un fittone.
Foglie. Le foglie si dividono in basali e cauline disposte in modo alternato. La lamina può essere intera o più o meno divisa con forme variabili da obovate a lanceolate. I bordi possono essere continui o variamente dentati (anche profondamente, ma raramente sono lobati). La superficie può essere glabra o variamente pubescente. Sia quelle basali che cauline (da 1 a 4) sono provviste di picciolo (in quelle cauline spesso la lamina confluisce gradualmente nel picciolo).
Infiorescenza. Le infiorescenze, di tipo forcato-panicolato, sono composte da 2 - 8 capolini peduncolati. I capolini sono formati da un involucro composto da diverse brattee (o squame) disposte su 2 serie in modo embricato, all'interno delle quali un ricettacolo fa da base ai fiori tutti ligulati. L'involucro ha delle forme da emisferiche a ellissoide. Le brattee sono appressate con forme strettamente lanceolate. Il ricettacolo, con i margini degli alveoli denticolati o dentati, è nudo, ossia senza pagliette a protezione della base dei fiori.
Fiori. I fiori (da 6 a 150) sono tutti del tipo ligulato, tetra-ciclici (ossia sono presenti 4 verticilli: calice – corolla – androceo – gineceo) e pentameri (ogni verticillo ha 5 elementi). I fiori sono inoltre ermafroditi e zigomorfi. In alcuni casi i fiori femminili sono "stilosi".
- Formula fiorale:

*/x K {\displaystyle \infty }, [C (5), A (5)], G 2 (infero), achenio
- Calice: i sepali del calice sono ridotti ad una coroncina di squame.
- Corolla: le corolle sono formate da un tubo e da una ligula terminante con 5 denti; il colore è giallo o giallo pallido. Le ligule sono lunghe oltre l'involucro e sono glabre sui denti finali.
- Androceo: gli stami sono 5 con filamenti liberi, mentre le antere sono saldate in un manicotto (o tubo) circondante lo stilo.[16] Le antere alla base sono acute. Il polline è tricolporato.[17]
- Gineceo: lo stilo è giallo (o più o meno scuro fino a nerastro), è filiforme e peloso sul lato inferiore; gli stigmi dello stilo sono due divergenti. L'ovario è infero uniloculare formato da 2 carpelli. La superficie stigmatica è posizionata internamente (vicino alla base).[18]

Frutti. I frutti sono degli acheni con pappo. Gli acheni sono castano-scuri a forma colonnare-obconica (o più o meno cilindrica) e sono ristretti alla base (e ingrossati all'apice), mentre la superficie (liscia o appena rugosa) è provvista di 8 - 10 coste che nella parte apicale confluiscono in un orlo anulare. Il pappo è formato 20 a 80 setole biancastre (o giallastre) semplici disposte su due serie (quelle interne sono più lunghe e più rigide, quelle esterne sono fragili).

## Biologia
- Impollinazione: l'impollinazione avviene tramite insetti (impollinazione entomogama tramite farfalle diurne e notturne).
- Riproduzione: la fecondazione avviene fondamentalmente tramite l'impollinazione dei fiori (vedi sopra).
- Dispersione: i semi (gli acheni) cadendo a terra sono successivamente dispersi soprattutto da insetti tipo formiche (disseminazione mirmecoria). In questo tipo di piante avviene anche un altro tipo di dispersione: zoocoria. Infatti gli uncini delle brattee dell'involucro si agganciano ai peli degli animali di passaggio disperdendo così anche su lunghe distanze i semi della pianta.

## Distribuzione e habitat
Le specie di questo gruppo si trovano in prevalenza nella parte occidentale dell'areale mediterraneo. L'habitat tipico sono le zone sassose a quote alpine anche elevate.

## Tassonomia
La famiglia di appartenenza di questa voce (Asteraceae o Compositae, nomen conservandum) probabilmente originaria del Sud America, è la più numerosa del mondo vegetale, comprende oltre 23.000 specie distribuite su 1.535 generi, oppure 22.750 specie e 1.530 generi secondo altre fonti (una delle checklist più aggiornata elenca fino a 1.679 generi). La famiglia attualmente (2021) è divisa in 16 sottofamiglie.

### Filogenesi
Il genere di questa voce appartiene alla sottotribù Hieraciinae della tribù Cichorieae (unica tribù della sottofamiglia Cichorioideae). In base ai dati filogenetici la sottofamiglia Cichorioideae è il terz'ultimo gruppo che si è separato dal nucleo delle Asteraceae (gli ultimi due sono Corymbioideae e Asteroideae). La sottotribù Hieraciinae fa parte del "quinto" clade della tribù; in questo clade è posizionata alla base ed è "sorella" al resto del gruppo comprendente, tra le altre, le sottotribù Microseridinae e Cichoriinae. Il genere  Hieracium (insieme al genere Pilosella) costituisce il nucleo principale della sottotribù Hieraciinae e formano (insieme ad altri generi minori) un "gruppo fratello" posizionato nel "core" delle Hieraciinae.
Il genere Hieracium è un genere estremamente polimorfo con maggioranza di specie apomittiche. Di questo genere sono descritte circa 1000 specie sessuali e oltre 3000 specie apomittiche, delle quali circa 250 e più sono presenti nella flora spontanea italiana.
I caratteri distintivi per il genere Hieracium sono:
- le piante non sono tutte vischiose;
- i fusti e le foglie hanno peli semplici o ghiandolari;
- i capolini sono numerosi;
- il colore dei fiori in genere è giallo carico;
- i rami dello stilo sono lunghi;
- le coste dell'achenio confluiscono in un anello;
- il pappo è formato da due serie di setole.

Le specie di questo genere, provviste di molte sottospecie, formano degli aggregati o sezioni con diverse specie incluse, altre sono considerati "intermediare" (o impropriamente ibridi in quanto queste specie essendo apomittiche non si incrociano e quindi non danno prole feconda) con altre specie. A causa di ciò si pongono dei problemi di sistematica quasi insolubili e per avere uno sguardo d'insieme su questa grande variabilità può essere necessario assumere un diverso concetto di specie. Qui in particolare viene seguita la suddivisione in sezioni del materiale botanico così come sono elencate nell'ultima versione della "Flora d'Italia".
La sezione di questa voce, Glutinosa (sezione II), è collegata alla sezione Amplexicaulia per il particolare tipo di pubescenza (abbondati peli ghiandolari).
I caratteri distintivi per le specie di questa sezione sono:
- tutte le parti della pianta sono provviste di peli ghiandolari giallastri;
- la parte alta del fusto può essere vischiosa;
- le foglie cauline sono distintamente picciolate;
- i fusti possono avere da 2 a 8 capolini apicali;
- i denti delle ligule sono glabri;
- i margini degli alveoli del ricettacolo sono denticolati o dentati.

Il numero cromosomico delle specie della sezione è: 2n = 27 e 36.

### Specie della flora italiana
Nella flora spontanea italiana, per la sezione di questa voce, sono presenti le seguenti specie:
Specie principale. Hieracium humile Jacq. - Sparviere lacerato: l'altezza massima della pianta è di 10 – 20 cm (massimo 40 cm); il ciclo biologico è perenne; la forma biologica è emicriptofita scaposa (H scap); il tipo corologico è Orofita / Sud Europeo / Nord Africano; l'habitat tipico sono le rupi e le pietraie (su calcare); in Italia è una specie comune e si trova su tutto il territorio (meno frequente nelle Alpi Orientali e al Sud - manca nelle Isole) fino ad una quota compresa tra 500 e 2.400 m s.l.m..
Specie secondarie collegate a Hieracium humile:
| Specie                                             | Caratteri                                        | Habitat                               | Distribuzione italiana                    | sottospecie |
| -------------------------------------------------- | ------------------------------------------------ | ------------------------------------- | ----------------------------------------- | ----------- |
| Hieracium hispidulum Arv.-Touv., 1888[24]          | Più simile a H. humile che a H. scorzonerifolium | Pascoli sassosi su substrato calcareo | Liguria occidentale - Molto rara          | 1           |
| Hieracium cottetii Christener, 1870[25]            | Più simile a H. humile che a H. murorum          | Rupi e pendii sassosi                 | Alpi Occidentali - Rara                   | 5           |
| Hieracium toutonianum Zahn, 1901[26]               | Più simile a H. humile che a H. schmidtii        | Rupi e pendii sassosi                 | Basilicata (da verificare) - Molto rara   |             |
| Hieracium balbisianum Arv.-Touv. & Briq., 1899[27] | Tra H. humile e H. bifidum                       | Rupi e pendii sassosi (calcarei)      | Val di Susa, Valle Aurina e Molise - Rara | 9           |
| Hieracium cirsiopsis Gottschl. & Dunkel, 2014[28]  | Tra H.humile e H. armerioides                    | Rupi calcaree                         | Valle Maira - Molto rara                  |             |
| Hieracium cornuscalae Gottschl., 2009[29]          | Più simile a H. humile che a H. grovesianum      | Pendii sassosi                        | Appennino Emiliano - Moto rara            |             |
| Hieracium bornetii Burnat & Gremli, 1883[30]       | Più simile a H. humile che a H. tomentosum       | Rupi e pendii sassosi calcari         | Alpi Apuane - Rara                        |             |

#### Specie italiane alpine
Alcune specie di questa sezione vivono sull'arco alpino. La tabella seguente mette in evidenza alcuni dati relativi all'habitat, al substrato e alla distribuzione di alcune di queste specie alpine.
| Specie | Comunità vegetali | Piani vegetazionali | Substrato | pH     | Livello trofico | H2O   | Ambiente | Zona alpina                             |
| --- | ----------------- | ------------------- | --------- | ------ | --------------- | ----- | -------- | --------------------------------------- |
| Hieracium humile | 3                 | montano subalpino   | Ca        | basico | basso           | secco | C2       | tutto l'arco alpino (escl. BL BZ CO BG) |
| Legenda e note alla tabella. Substrato: con “Ca/Si” si intendono rocce di carattere intermedio (calcari silicei e simili). Zona alpina: vengono prese in considerazione solo le zone alpine del territorio italiano (sono indicate le sigle delle province). Comunità vegetali: 3 = comunità delle fessure, delle rupi e dei ghiaioni. Ambienti:C2 = rupi, muri e ripari sotto roccia. |                   |                     |           |        |                 |       |          |                                         |